# Individuation
Pour les articles homonymes, voir individuation (homonymie).
L'individuation est le processus de « distinction d'un individu des autres de la même espèce ou du groupe, de la société dont il fait partie ». Il existe à partir de cette définition d'ordre général, plus ou moins synonyme d'individualisation, diverses acceptions  distinguées en fonction des disciplines, notamment :
- en biologie et en particulier l'embryologie : « le processus d'induction qui aboutit à la constitution de structures organiques complètes[2]. »
- en linguistique : « Processus par lequel un groupe se caractérise face à un autre groupe grâce à des constances de l'activité langagière[3]. »
- en  philosophie : « réalisation d'une idée générale, d'un type, d'une espèce dans un individu[4]. »
- en psychanalyse : « Processus de prise de conscience de l'individualité profonde, décrit par Carl Gustav Jung[1]. »
- en sociologie : un processus social apporté par Georg Simmel pour expliquer la formation de l'individualité par l'entrecroisement des  cercles sociaux [5].

## Histoire et origines

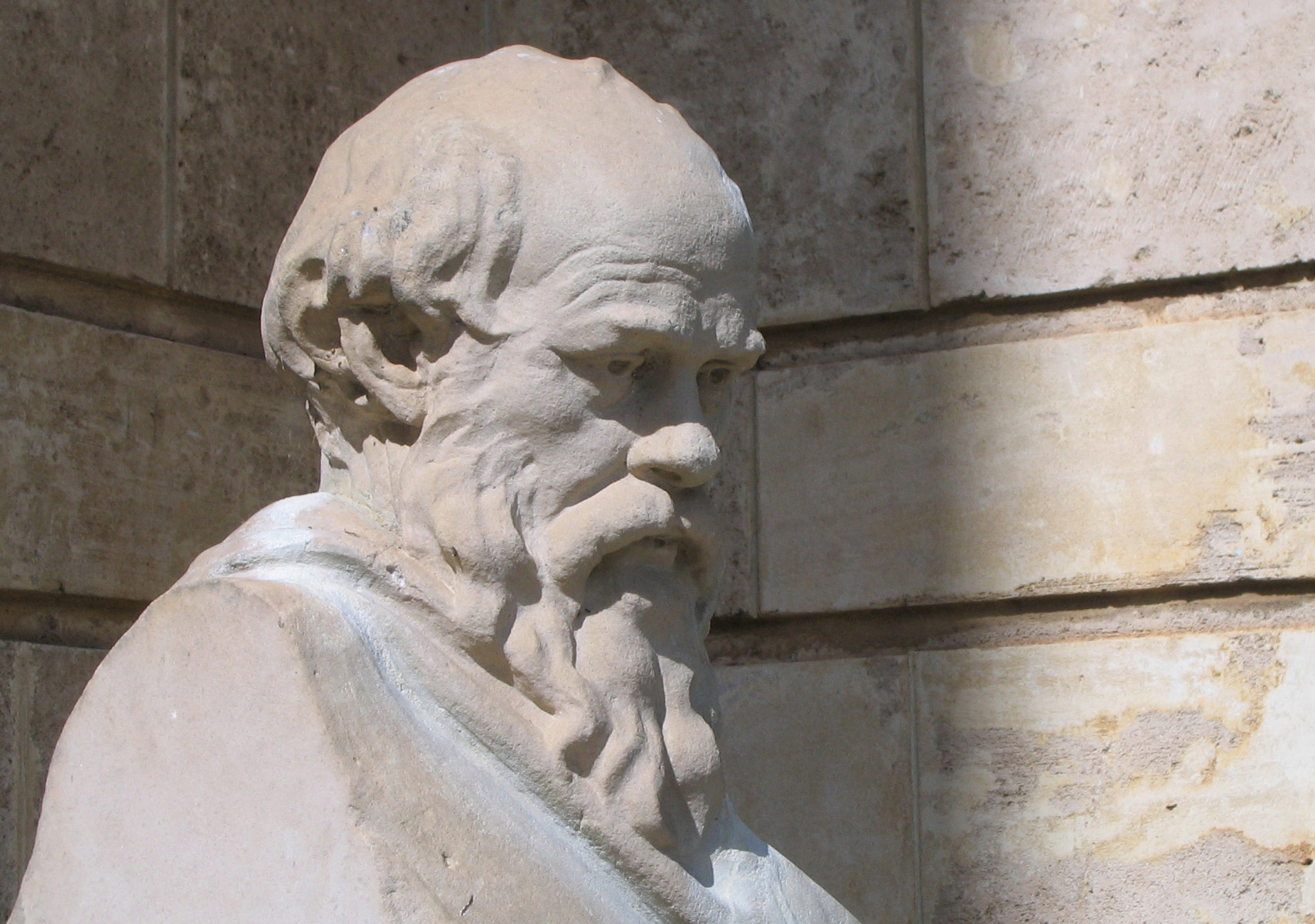
Socrate disait faire « accoucher les esprits »

### En Grèce antique
Une source probable de la notion se trouve dans les discussions philosophiques de la Grèce antique.
Socrate expliquait que le fait d'être un homme mâle, vivant à Athènes, etc., ne suffit pas à le déterminer en tant qu'individu.
D'autre part il disait que comme sa mère faisait accoucher les femmes, lui faisait accoucher les esprits des pensées qu'ils contenaient déjà, sans le savoir ou en être conscients. C'est l'origine du terme « maïeutique » (du grec maieutikè : art de faire accoucher) qui peut être une origine du principe d'individuation.
Platon (disciple de Socrate), développe cette idée d'individualité au-delà des principes physiques, puis il est remis en question par son élève Aristote qui lie exclusivement le principe d'individuation à la matière.

### Au Moyen Âge, de la Perse à l'Écosse
Vers l'an Mil en Perse, à l'époque où les philosophes grecs y étaient activement traduits, Avicenne, un scientifique musulman, parle de principium individuationis. Dans la continuité de la philosophie islamique il distingue l'existence et l'essence, et rejoint ainsi la première acception de Socrate au-delà de la métaphysique aristotélicienne.
Il sera repris au XIIe siècle  par Moïse Maïmonide philosophe et médecin juif de la cour de Saladin et, à travers lui, au XIIIe siècle par Thomas d'Aquin puis John Duns Scot.
Thomas d'Aquin utilise le terme sous sa forme latine individuatio et reprend ce même principe en parlant d'individuation des formes substantielles, sens qui perdurera dans le thomisme :
« Ce que la doctrine thomiste de l'individuation a pour objet d'expliquer, c'est l'individuation même, et rien d'autre. De ce qu'il n'y aurait pas d'individus s'il n'y avait pas de corps humains, il ne résulte aucunement que ce soit le corps qui confère à l'individu sa dignité ni même qui en définisse l'originalité. »

## Concept de référence
En 1663, Gottfried Wilhelm Leibniz a 17 ans quand il reprend le concept de Moïse Maïmonide pour critiquer le cartésianisme dans son premier ouvrage : Disputation métaphysique sur le principe d'individuation.
Il développera ensuite sa réflexion sur le rapport corps-esprit, et il reste cité comme une référence de l'acception actuelle du terme en français, formulé dans le Dictionnaire de la langue française comme :
« L'ensemble des qualités particulières qui constituent l'individu, par opposition à l'espèce. »
Cette acception philosophique, didactique précise Le Robert (c'est-à-dire qui vise à instruire mais inusitée dans la langue courante), a ensuite été reprise dans divers contextes allant de la biologie à la psychanalyse.

## Évolution et utilisations de la notion

### Biologie
Dès le XVIIIe siècle, avec le développement des sciences, le terme acquiert un sens davantage biologique. Le vitalisme moderne, sous la plume des naturalistes français (Pierre Jean Georges Cabanis, Jean-Baptiste de Lamarck, Geoffroy Saint-Hilaire, Georges Cuvier, Claude Bernard) en fait le principe de structuration biologique et morphologique. Ils laisseront une acception clairement définie en embryologie comme ce qui induit la création des caractères morphologiques de l'individu.
La génétique reprend le terme comme le « nom donné au mécanisme participant à la différenciation d'un organisme de ses pairs sociaux ou génétiques. L'étude des mécanismes d'individuation peut être axée sur la recherche prénatale (embryonnaire notamment) ou postnatale.[réf. nécessaire] »

### Psychologie
Carl Gustav Jung reprend l'idée de dépassement du Principium individuationis de Schopenhauer, et, dès 1916, il l'utilise pour désigner « la prise de conscience qu'on est distinct et différent des autres, et l'idée qu'on est soi-même une personne entière, indivisible ». Selon Jung, « l'individuation est une des tâches de la maturité ».
On parle donc ici d'un processus de transformation intérieure, de la prise en compte progressive des éléments contradictoires et conflictuels de la psyché afin d'aboutir à l'entièreté psychique du sujet, conscient et inconscient réunis.
Cette notion qui renvoie à la réalisation du Soi (psychologie) est un concept important de la psychologie analytique. 

### Systémique
Au cours du XXe siècle, la notion est reprise par des auteurs d'horizons variés en associant physiologie et psychologie relativement à des niveaux d'organisations plus vastes :
- Kurt Goldstein, neurologiste et psychiatre allemand dans le cadre de la théorie holistique.
- Jean Piaget, psychologue et biologiste suisse dans la Psychologie du développement.
- Ludwig von Bertalanffy, biologiste austro-canadien dans la Théorie des systèmes considéré comme le fondement de la systémique.

### Philosophie
Le philosophe Gilbert Simondon a re-exploré toute l'histoire du principe, a intégré l'expression jungienne, et l'a relié a d'autres disciplines nouvelles comme la systémique. Il reprend le principe d'une contradiction de forces dans le mécanisme d'individuation qu'il étend à un milieu associé, absolument nécessaire au développement de cet individu.[pas clair]